# 道教飲食
虽然道教史上和現代的流派對飲食有不同的教導，但大部分道士皆認為飲食對他們的身體、身心靈健康極為重要，尤其是食物中氣的含量。

## 禁食
一些早期的道教饮食要求辟穀。这一说法源于人们相信可以透過长生不老的信念。 道教经典《太平经》认为，達到自然這種圆满境界的人根本不需要食物，而是可以通过吸收宇宙的氣来维持生命。 

## 素食主义
各道教團體經常推崇素食，以儘量减少对其他生命的伤害。 然而，道教的饮食禁忌程度各有不同。
传说中，西漢親王兼得道之人劉安因發明豆腐而受到讚譽，至今也被奉為行業神。

## 現代道教
据王明义称，道教飲食的其中一個版本包括辟谷、素食，以及不吃气味强烈的植物，传统上包括阿魏、葱、韭菜、蕎頭或其他葱属植物，这些植物和大蒜一起被称为五葷。此外，应避免食用茄科植物。 